# تشنارلق
تشنارلق هي قرية في مقاطعة خلخال، إيران. يقدر عدد سكانها بـ 301 نسمة بحسب إحصاء 2016.